# Договір про Європейський Союз
До́гові́р про Європе́йський Сою́з (ДЄС; англ. Treaty on European Union, TEU) — один з основних договорів Європейського Союзу поряд з Договором про функціонування Європейського Союзу (ДФЄС). Договір ДЄС формує основу права Європейського Союзу шляхом встановлення загальних принципів реалізації цілей, для яких було створено ЄС, керування його центральними інститутами (такими як Комісія, Парламент та Рада), а також правила зовнішньої політики та політики безпеки.

## Історія
У той час як нинішня версія ДЄС набула чинности в 2009 році після Лісабонського договору (2007), старіша версія того самого документа була імплементована Маастрихтським договором (1992).

## Зміст
Після преамбули текст Договору складається з шести частин.

### Розділ I: Загальні положення
Перший розділ стосується загальних положень. Стаття 1 засновує Європейський Союз, який формально замінює Європейські Спільноти, проголошує «процес створення все більш тісного союзу між народами Європи» та викладає юридичну цінність договорів.
У статті 2 зазначено, що ЄС «ґрунтується на цінностях поваги до людської гідності, свободи, демократії, рівності, верховенства права та поваги до прав людини, включаючи права осіб, які належать до меншин». Держави-члени поділяють «суспільство, в якому переважають плюралізм, недискримінація, толерантність, справедливість, солідарність і рівність між жінками та чоловіками».
У статті 3 у шести пунктах викладено цілі ЄС. По-перше, це просування миру, європейських цінностей і добробуту громадян. Другий стосується вільного пересування з зовнішнім прикордонним контролем. Пункт 3 стосується внутрішнього ринку. Пункт 4 встановлює євро. У пункті 5 сказано, що ЄС має просувати свої цінності, сприяти викоріненню бідності, дотримуватися прав людини та поважати статут Організації Об’єднаних Націй. В останньому шостому пункті зазначено, що ЄС має досягати цих цілей «відповідними засобами» відповідно до своїх повноважень, наданих у договорах.
Стаття 4 стосується суверенітету та зобов'язань держав-членів. Стаття 5 встановлює принципи наділення повноваженнями, субсидіарности та пропорційности щодо меж його повноважень. Стаття 6 зобов'язує ЄС дотримуватися Хартії основоположних прав Європейського Союзу та Європейської конвенції з прав людини. Стаття 7 стосується призупинення членства держави, а стаття 8 стосується встановлення тісних відносин із сусідніми державами.

### Розділ II: Положення про демократичні принципи
Стаття 9 встановлює рівність національних громадян і громадянство Європейського Союзу. Стаття 10 проголошує, що Європейський Союз заснований на представницькій демократії і що рішення повинні прийматися якомога ближче до громадян. Він посилається на європейські політичні партії та те, як громадяни представлені: безпосередньо в парламенті та їхніми урядами в Раді та Європейській раді – підзвітні національним парламентам. Стаття 11 встановлює прозорість уряду, проголошує необхідність проведення широких консультацій і вводить положення про петицію, за якою принаймні 1 мільйон громадян можуть звернутися до Комісії з проханням прийняти законодавство з певного питання. Стаття 12 надає обмежену участь національних парламентів у законодавчому процесі.

### Розділ III: Положення про інституції

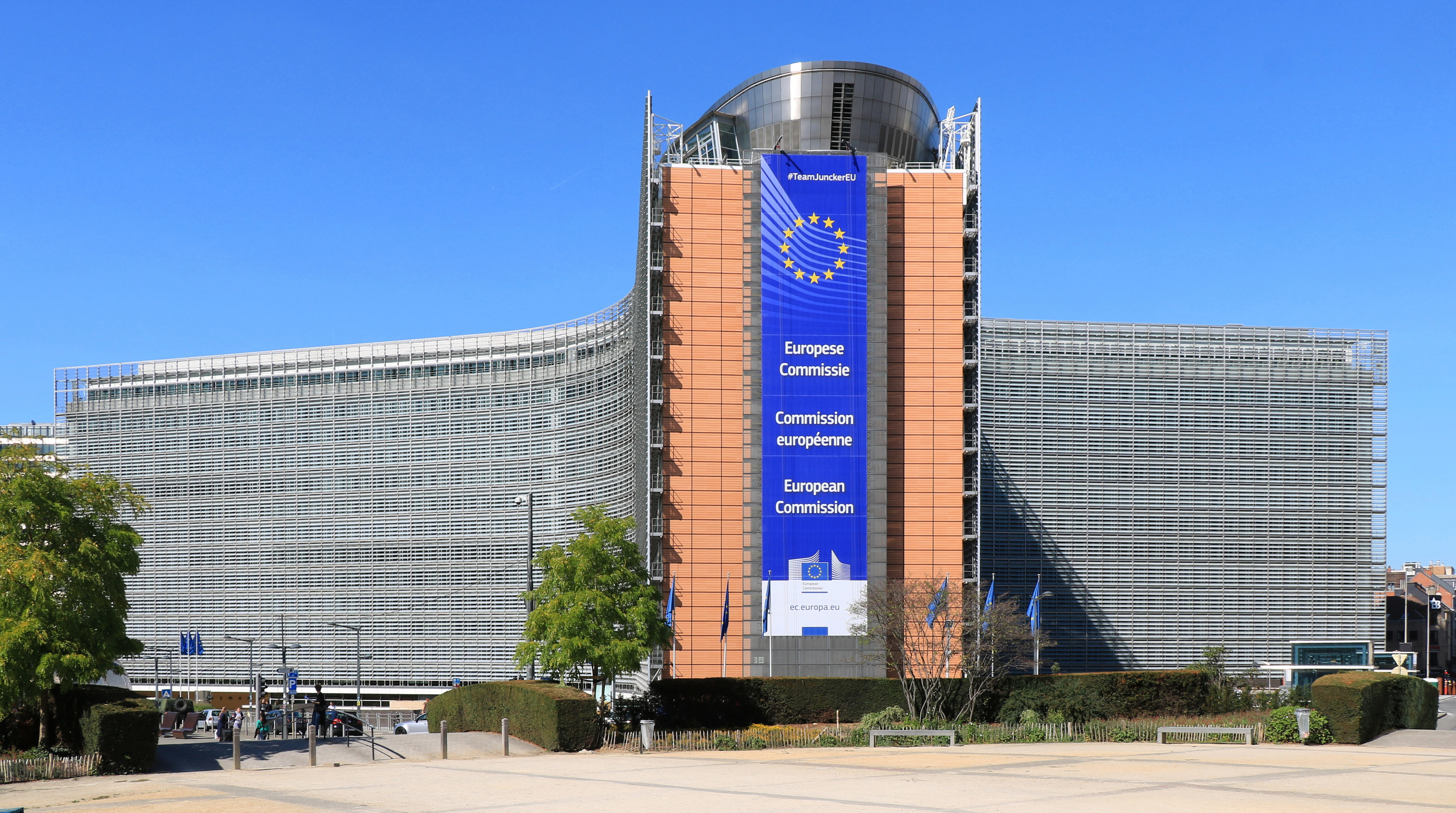
Будівля Берлемон, резиденція Європейської комісії в Брюсселі.

Стаття 13 засновує інституції в такому порядку та під такими назвами: Європейський парламент, Європейська рада, Рада Європейського Союзу, Європейська комісія, Суд Європейського Союзу, Європейський центральний банк і Європейський суд авдиторів. Він зобов’язує їх співпрацювати та обмежує їхню компетенцію повноваженнями, передбаченими договорами.
Стаття 14 стосується роботи Парламенту та його виборів, стаття 15 – Європейської Ради та її президента, стаття 16 – Ради та її конфігурацій, а стаття 17 – Комісії та її призначення. Стаття 18 засновує Високого представника Союзу із закордонних справ і політики безпеки, а стаття 19 засновує Суд Справедливости.

### Розділ IV: Положення про посилену співпрацю
Розділ 4 містить лише одну статтю, яка дозволяє певній кількості держав-членів співпрацювати в рамках Європейського Союзу, якщо інші блокують інтеграцію в цій сфері.

### Розділ V: Загальні положення щодо зовнішньої діяльности
Глава 1 включає статті 21 і 22. Стаття 21 стосується принципів зовнішньої політики ЄС; включаючи відповідність статуту ООН, сприяння глобальній торгівлі, гуманітарній підтримці та глобальному управлінню. Стаття 22 надає Європейській раді, яка діє одноголосно, контроль за визначенням зовнішньої політики Європейського Союзу.
Глава 2 далі поділена на розділи. Перша, загальні положення, деталізує керівні принципи та функціонування зовнішньої політики Європейського Союзу, включаючи створення Європейської служби зовнішніх справ та обов’язки держав-членів. Глава 2, статті 42-46, стосуються військової співпраці (включаючи взаємну оборону).
17 листопада 2015 року Франція звернулася до інших держав-членів з проханням отримати військову допомогу на підставі статті 42. Це був перший випадок, коли ця стаття була застосована, і всі держави-члени, як повідомлялося, погодилися відповісти. Проте принаймні одна держава-член (Фінляндія) дійшла висновку, що через суперечливе національне законодавство військова допомога була виключена.

### Розділ VI: Прикінцеві положення
Стаття 47 встановлює статус юридичної особи для Європейського Союзу. Стаття 48 стосується методу внесення змін до договору; зокрема звичайні та спрощені процедури перегляду. Стаття 49 стосується заяв про вступ до Європейського Союзу, а стаття 50 – виходу. Після Brexit  23 червня 2016 року Сполучене Королівство  застосувало статтю 50 у березні 2017 року, повідомивши, що вийде з Європейського Союзу протягом двох років. Стаття 51 стосується протоколів, що додаються до договорів, а стаття 52 — географічного застосування договору. У статті 53 зазначено, що договір діє протягом необмеженого періоду, у статті 54 йдеться про ратифікацію, а у статті 55 йдеться про версії договорів різними мовами.